# Roman Reigns
Leati Joseph Anoaʻi (pronúncia samoana: [a.noˈaʔ.i] ah-no-AH ee; Pensacola, 25 de maio de 1985) é um lutador profissional americano e ex-jogador de futebol. Como lutador, ele assinou contrato com a WWE desde 2010 e atualmente atua em tempo parcial na marca SmackDown sob o nome de ringue Roman Reigns. Ele foi líder da stable The Bloodline e é membro da família Anoaʻi. O reinado do título de Reigns de 1.316 dias como Campeão Indiscutível Universal dos Pesos Pesados da WWE foi o quarto reinado de título mundial mais longo na história da WWE e o reinado de campeonato mais longo desde 1988.
Depois de jogar futebol americano universitário pela Georgia Tech, Anoa'i começou sua carreira no futebol profissional com breves passagens fora da temporada com o Minnesota Vikings e o Jacksonville Jaguars da National Football League (NFL) em 2007. Ele então jogou uma temporada completa pelo Edmonton Eskimos da Canadian Football League (CFL)  em 2008, antes de sua liberação e aposentadoria do futebol. Ele então seguiu carreira no wrestling profissional e foi contratado pela WWE em 2010, reportando-se ao seu território de desenvolvimento Florida Championship Wrestling (FCW). Sob o nome de Roman Reigns, ele fez sua estreia no elenco principal em 2012 como membro do The Shield ao lado de Dean Ambrose e Seth Rollins. Eles se uniram até a separação em 2014, após o qual Reigns entrou na competição individual, embora o trio se reunisse ocasionalmente até Ambrose deixar a WWE em 2019.
Reigns é seis vezes campeão mundial da WWE, tendo conquistado o Campeonato da WWE quatro vezes e o Campeonato Universal da WWE duas vezes; ele ganhou seu quarto campeonato da WWE durante seu segundo reinado no campeonato universal e, como tal, foi reconhecido como Campeão Indiscutível Universal da WWE. Ele também foi ex-Campeão dos Estados Unidos da WWE, ex-Campeão Intercontinental da WWE, ex-Campeão de Duplas da WWE (com Rollins), vencedor do Royal Rumble de 2015 e Superstar do ano de 2014. Ele empatou o recorde da WWE de maior número de eliminações em uma partida do Survivor Series com quatro no evento de 2013 e também detinha anteriormente o recorde de maior número de eliminações em uma partida do Royal Rumble com 12 no evento de 2014. Ao vencer o Campeonato Intercontinental, ele se tornou o 28º Campeão da Tríplice Coroa e o 17º Campeão do Grand Slam. Reigns foi a atração principal de vários eventos pay-per-view, incluindo o principal evento da WWE, WrestleMania, um recorde nove vezes (31, 32, 33, 34, 37, 38, 39 e ambas as noites de 40). Além disso, ele foi classificado em primeiro lugar na lista anual PWI 500 da Pro Wrestling Illustrated dos 500 melhores lutadores individuais em 2016 e 2022.
A partir de 2014, a WWE posicionou Reigns como um personagem heróico e tentou estabelecê-lo como o próximo "rosto da empresa", o que foi recebido com intensa desaprovação pelo público e pela crítica. Após seu retorno de um hiato em agosto de 2020, ele foi reembalado como um personagem vilão retratando um chefe tribal, que foi geralmente recebido com aclamação. Reigns é geralmente considerado um dos melhores lutadores profissionais ativos no mundo atualmente.

## Início de Vida
Leati Joseph Anoa'i nasceu em Pensacola, Flórida, em 25 de maio de 1985. Ele é descendente de samoano, italiano, inglês e arbëreshë. Tanto seu pai Sika quanto seu irmão Rosey (1970-2017), eram lutadores profissionais. Como membro da família Anoaʻi, ele é primo dos ex-lutadores profissionais Yokozuna (1966–2000), Rikishi, Umaga (1973–2009), The Tonga Kid e primo em primeiro grau que foi removido para The Usos e The Rock (não biológico). Anoa'i estudou na Escola Católica de Pensacolal e na Escola Secundária Escambia, antes de se formar em administração no Instituto de Tecnologia da Geórgia.

## Carreira como jogador de futebol americano
Anoa'i jogou futebol por três anos na Pensacola Catholic High School e um ano na Escambia High School; em seu último ano, ele foi nomeado Jogador Defensivo do Ano pelo Pensacola News Journal. Enquanto no Georgia Institute of Technology, ele era um membro do time de futebol Georgia Tech Yellow Jackets junto com Calvin Johnson, que mais tarde se tornou um wide receiver na National Football League (NFL). Anoaʻi foi titular por três anos começando em seu segundo ano e também foi um dos capitães de equipe no último ano. Ele foi nomeado para a primeira equipe All-Atlantic Coast Conference (ACC) em 2006 e ganhou honras de primeira equipe All-ACC com 40 tackles, dois fumbles recuperados e 4,5 sacks.
Depois de não ser draftado no draft da NFL de 2007, Anoa'i foi contratado pelo Minnesota Vikings em maio de 2007. Ele foi diagnosticado com leucemia após o exame físico da equipe e foi liberado no final daquele mês. O Jacksonville Jaguars o contratou em agosto de 2007, apenas para liberar Anoa'i menos de uma semana depois, antes do início da temporada de 2007 da NFL. Em 2008, ele foi contratado pelo Edmonton Eskimos da Canadian Football League (CFL). Vestindo o número 99, Anoaʻi jogou por uma temporada com os esquimós, apresentando em cinco jogos, dos quais foi titular em três. O jogo mais notável de Anoaʻi foi contra o Hamilton Tiger-Cats em setembro, onde ele empatou na liderança da equipe com cinco tackles e teve um fumble forçado. Anoaʻi foi liberado pelos esquimós em 10 de novembro e se aposentou do futebol profissional.

## Carreira na luta livre profissional

### World Wrestling Entertainment/WWE

#### Territórios de desenvolvimento (2010–2012)
Anoa'i assinou um contrato com a WWE em 2010 e mais tarde foi designado para seu território de desenvolvimento Florida Championship Wrestling (FCW). Ele fez sua estréia na televisão em 19 de agosto de 2010, usando o nome de ringue Roman Leakee, em uma batalha real de 15 homens, que foi vencida por Alex Riley. No episódio de 16 de janeiro de 2011 da FCW, Leakee foi um competidor em um Grand Royal de 30 homens, mas foi eliminado. Mais tarde, em 2011, Leakee formou uma dupla com Donny Marlow e a dupla desafiou sem sucesso Calvin Raines e Big E Langston pelo Campeonato de Duplas da Flórida FCW em 8 de julho.
Em janeiro de 2012, Leakee derrotou o Campeão Peso Pesado FCW Flórida Leo Kruger em uma luta sem título. No episódio de 5 de fevereiro da FCW, ele derrotou Dean Ambrose e Seth Rollins em uma luta triple threat para se tornar o desafiante número um ao Campeonato Peso Pesado FCW Flórida. Ele não conseguiu vencer o campeonato quando perdeu para Kruger na semana seguinte. Leakee mais tarde ganhou o Campeonato de Duplas da Flórida FCW com Mike Dalton e perderia os títulos para CJ Parker e Jason Jordan logo depois.
Depois que a WWE renomeou FCW para NXT em agosto de 2012, Anoaʻi, com o novo nome de ringue de Roman Reigns e um personagem vilão, fez sua estreia no episódio de 31 de outubro do NXT derrotando CJ Parker.

#### The Shield (2012–2014)
Reigns estreou pela WWE no final de 2012, no pay-per-wiew Survivor Series ao lado de Dean Ambrose e Seth Rollins, atacando Ryback durante a Triple Threat Match no evento principal pelo WWE Championship, o que levou CM Punk a derrotar John Cena para reter seu título. O trio de declararam como "The Shield" e prometeram acabar com a "injustiça". Eles negaram que estavam trabalhando para Punk, mais atacaram os adversários de Punk, incluindo Ryback e os Campeões de Duplas Team Hell No (Kane e Daniel Bryan). Isto levou a uma luta no TLC, em uma luta Tables, Ladders and Chairs match de trios onde Ambrose, Reigns e Rollins venceram o Team Hell No e Ryback em sua estreia. The Shield continuou a ajudar Punk, e, no episódio de 7 de janeiro de 2013 do Raw em uma luta que valia o WWE Championship de Punk, a Shield atacou o desafiante Ryback ajudando Punk a vencer a luta que era uma TLC Match. Durante o Royal Rumble, evento onde The Rock era desafiante ao título de Punk, a Shield atacou Rock após apagarem todas as luzes, permitindo Punk fazer o pinfall e reter seu título. A luta foi reiniciada mais tarde, e The Rock venceu Punk na luta pelo título. No Raw seguinte, foi revelado que Punk e seu manager Paul Heyman estavam usando a The Shield e Brad Maddox para trabalharem para eles o tempo todo.

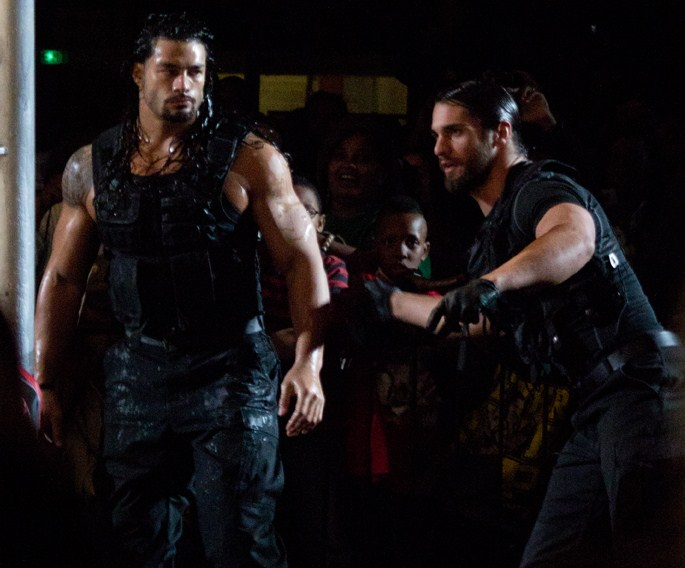
Reigns e Seth Rollins (direita) enquanto Campeões de Duplas da WWE em 2013.

The Shield depois calmamente terminou sua associação com Punk, enquanto começou uma rivalidade com John Cena, Ryback e Sheamus levou a um Six-Man tag team match em 17 de fevereiro no Elimination Chamber, que o The Shield ganhou. O trio teve sua primeira luta no Raw na noite seguinte, onde derrotaram Chris Jericho, Ryback, e Sheamus.   Sheamus então formou uma aliança com Randy Orton e depois com Big Show, para tentar derrotar a The Shield, mas em 7 de abril na WrestleMania 29, a The Shield saiu vitoriosa em sua primeira luta na WrestleMania.  Na noite seguinte do Raw , The Shield tentou atacar The Undertaker, mas foram parados pelo Team Hell No. Isto criou uma luta Six-Tag Team Match em 22 de abril episódio da Raw , onde o grupo The Shield saiu vitoriosos. Quatro dias depois, no SmackDown , a Shield atacou Undertaker com cadeiras e um triple-powerbomb nele através da mesa dos comentaristas. Em 29 de abril episódio da Raw , The Shield derrotou a Team Hell No e o Campeão da WWE John Cena num combate Six-man tag team match, com Reigns derrotando Cena para a vitória. Em 13 de maio episódio da Raw, a invencibilidade da The Shield em programas televisionados, e também em Six-Man tag team matchs, terminou em uma perda por desqualificação em uma partida de eliminação contra Cena, Kane e Bryan. Com Kane e Bryan eliminados, Cena derrotou Rollins e depois Reigns foi desclassificado. Ambrose foi desclassificado quando Reigns e Rollins atacaram Cena. Em 19 de maio, no Extreme Rules, depois de Ambrose ganhar o Campeonato dos Estados Unidos, Rollins e Reigns derrotaram o Team Hell No numa tornado tag team match, para vencerem o WWE Tag Team Championship. Rollins e Reigns fizeram sua primeira defesa do título televisionada em 27 de maio episódio da Raw, derrotando a Team Hell No, em uma revanche. Em 14 de junho no Smackdown sua invencibilidade de vitórias em Six-Man tag team matchs acabou após perderem para o Team Hell No e Randy Orton. Três dias depois, no WWE Payback , Rollins e Reigns derrotaram Bryan e Orton para reter seus títulos. Rollins e Reigns começaram a rivalizar com o seu desafiantes número um aos títulos de Reigns e Rollins, The Usos, e em 14 de julho, durante o pré-show do Money in the Bank, Reigns e Rollins derrotaram os mesmos para manter os títulos. Em 15 de setembro, no Night of Champions, Reigns e Rollins mantiveram com sucesso seus títulos ao derrotar os Prime Time Players (Darren Young e Titus O'Neil). Em 23 de setembro no Raw, Reigns foi derrotado pela primeira vez, lutando no roster principal quando a Shield participou e perdeu uma 11-on-3 match elimination handicap.

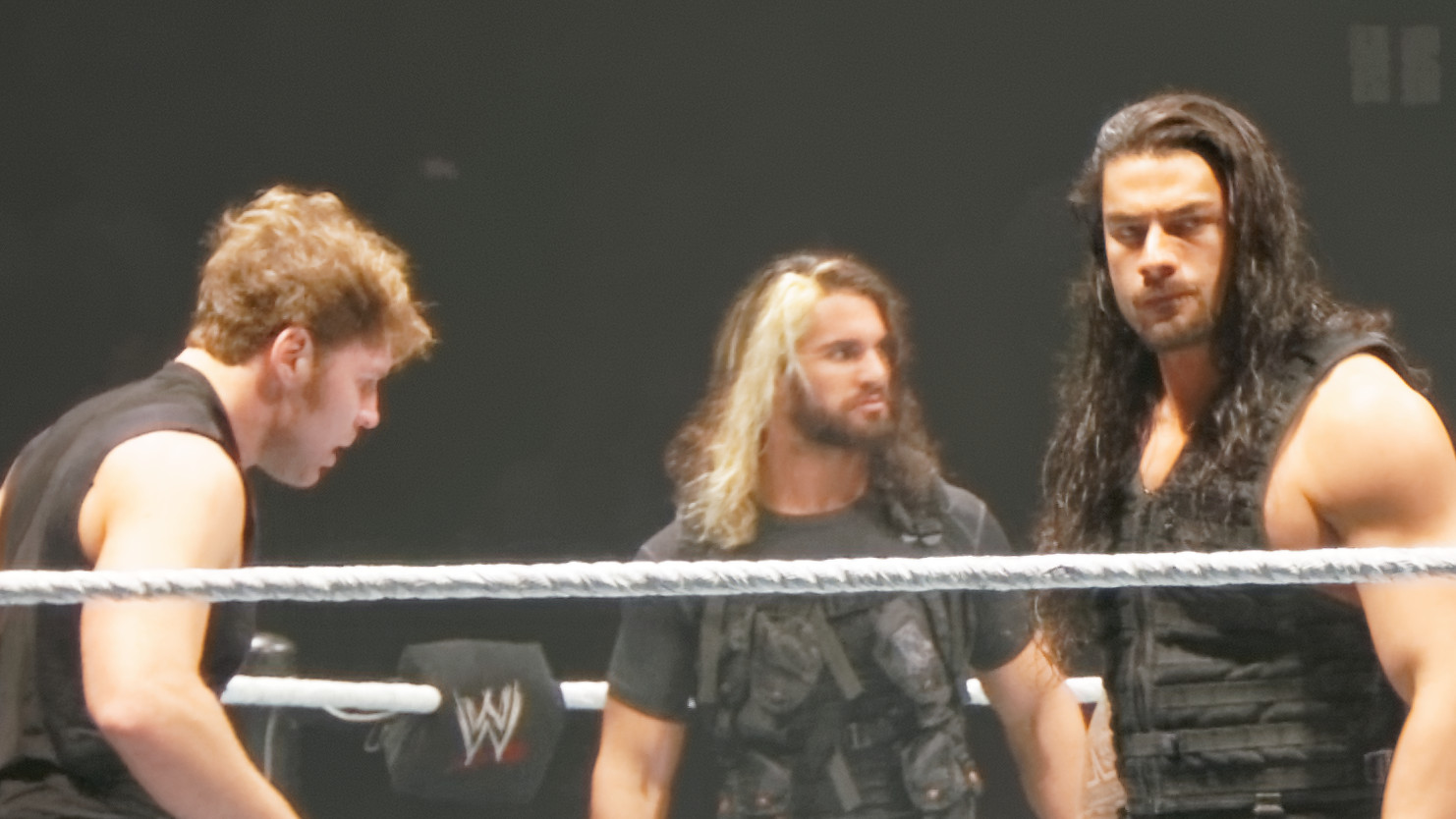
The Shield em novembro de 2013

No WWE Battleground Reigns e Rollins perderam uma tag team non-title match contra Cody Rhodes e Goldust para os mesmos serem re-contratados. Em 14 de outubro episódio da Raw , Reigns e Rollins perderam seus títulos para Cody Rhodes e Goldust em uma luta sem Desqualificações, após interferência de Big Show. No dia 27 de outubro no Hell in a Cell Reigns e Rollins falharam na tentativa de recuperar os títulos em uma triple threat tag team match que também envolvia os Usos. No Survivor Series, Reigns foi o sobrevivente da Survivor Series match para sua equipe no tradicional 5 contra 5 eliminação tag team match depois de eliminar quatro oponentes. No TLC: Tables, Ladders & Chairs, The Shield perderam uma handicap match contra CM Punk, após Reigns acidentalmente atingir um Spear em Ambrose, mas Reigns tinha ferido seu olho anteriormente, no que pode ter causado a falta de comunicação. No especial Raw Old School seguinte, Reigns venceu Punk e se tornou o único membro da equipe a derrotar Punk. No pay-per-view Royal Rumble, Reigns entrou na Royal Rumble match em 15º, e logo na sua estreia estabeleceu o recorde de maior eliminações em um único Royal Rumble com 12. Reigns eliminou Seth Rollins e Dean Ambrose durante a partida e foi o segundo colocado na partida, sendo um dos dois lutadores finais restantes até ser eliminado pelo vencedor Batista. Na noite seguinte no Raw, a The Shield competiu em uma luta tag team de seis homens contra Daniel Bryan, Sheamus e John Cena, em uma luta em que se os três membros vencessem, entrariam na luta Elimination Chamber pelo Campeonato Mundial dos Pesos-Pesados da WWE. A The Shield perdeu a luta por disqualificação após a The Wyatt Family interferir e atacar Bryan e Sheamus. A The Shield quis vingança e uma luta tag team de seis homens foi marcada entre a The Shield e a Wyatt Family no pay-per-view Elimination Chamber, onde a The Shield perdeu. Depois de vários desentendimentos, o The Shield se reconciliou em março.
Em março, a The Shield começou uma rivalidade com Kane, fazendo todos os membros da The Shield se tornarem mocinhos. Nas semanas seguintes, a The Shield continuou seus ataques em Kane, que foi ajudado pelos New Age Outlaws (Road Dogg e Billy Gunn), sendo marcado uma luta entre os mesmos para a WrestleMania XXX, onde a The Shield venceu. A rivalidade com Kane fez a The Shield começar uma rivalidade com Triple H, que reformou o Evolution para enfrentar os mesmos. O The Shield derrotou a Evolution no Extreme Rules e no Payback. Com Batista saindo do Evolution em junho, Triple H iniciou seu "Plano B"; este envolveu uma traição de Rollins que se virou contra a The Shield e se aliou a Triple H.

#### Lutador individual e conquistas (2014–2015)

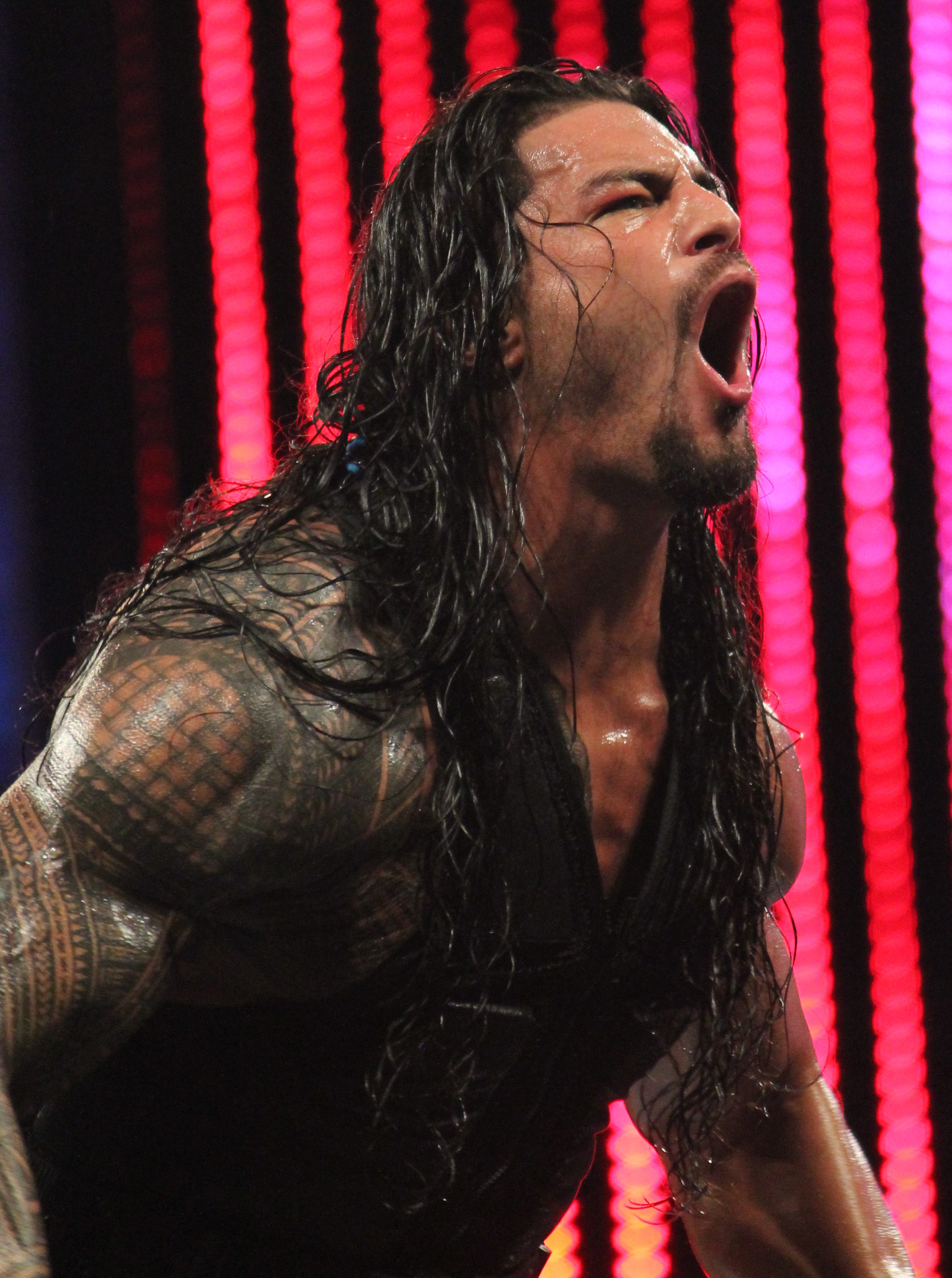
Roman Reigns em abril de 2014

Reigns e Ambrose eventualmente se separaram em junho, terminando o The Shield. Em 16 de junho no episódio do Raw, Reigns competiu em uma luta battle royal que daria ao vencedor uma chance na Money in the Bank ladder match pelo Campeonato Mundial dos Pesos-Pesados da WWE no Money in the Bank, em que ele venceu após eliminar por último Rusev. No Money in the Bank, Reigns falhou na tentativa de vencer o título. No Battleground, Reigns participou de uma luta fatal four-way pelo Campeonato Mundial dos Pesos-Pesados da WWE, onde Cena venceu para reter seu título. Na noite seguinte no Raw, Triple H anunciou que Randy Orton era o desafiante número um ao Campeonato Mundial dos Pesos-Pesados da WWE, mas Reigns atacou Orton, fazendo com que Triple H desistisse de colocar Orton na luta. Isso ocasionou uma rivalidade entre Reigns e Orton que culminou em uma luta entre os dois no SummerSlam onde Reigns venceu.
Depois de Seth Rollins (ex-parceiro de grupo no The Shield) lesionar e fazer Dean Ambrose (ou ex-parceiro de grupo no The Shield que estava em rivalidade com Rollins) ficar um tempo fora, Reigns foi programado para competir contra Rollins no Night of Champions, mas perdeu por desistência após Reigns fazer uma cirurgia de emergência na hérnia por causa de uma lesão, fazendo Reigns ficar fora por tempo indeterminado. Reigns retornou a televisão em 8 de dezembro no episódio do Raw, pegando seu prêmio do Slammy Award de "Superstar of the Year" (lutador do ano). Seis dias depois no TLC: Tables, Ladders and Chairs...and Stairs, quando Big Show estava interferindo na luta entre John Cena e Seth Rollins, Reigns atacou Big Show e Rollins, ajudando Cena a vencer. Esse início de rivalidade entre Reigns e Show, resultou em Reigns derrotando Big Show várias vezes por contagem e desqualificação.
Em 25 de janeiro de 2015 no pay-per-view Royal Rumble, Reigns venceu a luta Royal Rumble depois de entrar com o número 19 e eliminar seis lutadores, incluindo Big Show. Durante a luta, The Rock fez um retorno surpresa para ajudar Reigns que estava sendo atacado por Big Show e Kane. Na noite seguinte no Raw, Reigns foi reconhecido pela primeira vez na televisão como membro da família Anoa'i. Em 2 de fevereiro de 2015 no episódio do Raw, Reigns foi derrotado por Big Show, fazendo Reigns perder sua primeira luta um-contra-um no plantel principal da WWE. Também no mesmo episódio, para limpar a "controvérsia" da participação de Rock no Royal Rumble, Reigns foi obrigado a colocar sua luta na WrestleMania por um título mundial em jogo, com seu oponente sendo Daniel Bryan. A rivalidade entre Reigns e Bryan culminou em uma luta no Fastlane, onde Reigns derrotou Bryan para garantir sua luta na WrestleMania no evento principal contra Brock Lesnar. Bryan cumprimentou Reigns após a luta. A luta de Reigns na WrestleMania, fez o mesmo confrontar o manager de Lesnar Paul Heyman, fazendo Reigns ter um confronto com Lesnar e os dois se encararem uma semana antes da WrestleMania. Na WrestleMania 31, depois de Reigns lutar com Lesnar por quinze minutos no evento principal pelo Campeonato Mundial dos Pesos-Pesados da WWE, Seth Rollins fez o cash-in do seu contrato do Money in the Bank transformando a luta em uma triple threat. Rollins fez o pin em Reigns para conquistar o Campeonato Mundial dos Pesos-Pesados da WWE. Reigns continuou sua rivalidade com Big Show depois do mesmo custar uma chance na luta triple threat contra Ryback e Orton na edição de 6 de abril do Raw, e aplicar um chokeslam em um táxi inglês no mesmo na edição de 12 de abril do Raw. Isso fez ser marcada uma luta last man standing entre Reigns e Show no Extreme Rules, que Reigns venceu. No Payback, Reigns falhou novamente em uma chance de vencer o Campeonato Mundial dos Pesos-Pesados da WWE contra Rollins onde ele perdeu em uma luta fatal four-way que também incluiu Ambrose e Orton.
No Money in the Bank, Reigns competiu na Money in the Bank ladder match mas falhou em vencer o título depois de Bray Wyatt interferir e atacar Reigns que estava tentando capturar a maleta. Mais tarde naquela noite, foi anunciado que Reigns iria enfrentar Wyatt no Battleground, onde ele perdeu após a interferência do antigo membro da Wyatt Family, Luke Harper. No SmackDown de 6 de agosto, Reigns desafiou Wyatt para uma luta de duplas no SummerSlam, onde ele faria dupla com Dean Ambrose para enfrentar Wyatt e Harper, sendo que estes aceitaram a condição. No evento, Reigns e Ambrose conseguiram a vitória. Um dia depois, no Raw de 24 de agosto, ele e Ambrose novamente enfrentaram Wyatt e Harper numa revanche. Durante a luta, Braun Strowman fez sua estreia na WWE ao se juntar a Wyatt Family, ajudando Harper e Wyatt a atacar seus oponentes. No Night of Champions a nova Wyatt Family (Wyatt, Harper e Strowman) derrotaram Reigns, Ambrose e Chris Jericho em uma luta de trios. Um mês depois, no Hell in a Cell, Reigns derrotou Wyatt em uma luta homônima.

#### Campeão mundial dos pesos-pesados (2015–2016)
Um dia depois, no Raw de 26 de outubro, Stephanie McMahon anunciou um mini-torneio para decidir o desafiante ao WWE World Heavyweight Championship de Seth Rollins no Survivor Series. Na primeira fase, Reigns derrotou Kofi Kingston e na final, numa luta fatal 4-way, ele derrotou Dolph Ziggler, Kevin Owens e Alberto Del Rio para se tornar no desafiante ao título. Entretanto, devido a Rollins se lesionar durante um evento ao vivo em Dublim, Irlanda, o título foi deixado vago e um torneio foi criado para coroar um novo campeão no Survivor Series. Na primeira fase, Reigns derrotou Big Show e nas quartas de final, Cesaro.
No pay-per-view, Reigns venceu Del Rio na semifinal e Dean Ambrose na final, sagrando-se deste modo campeão mundial dos pesos-pesados da WWE pela primeira vez na carreira. Entretanto, na sequência do último combate do torneio, Sheamus descontou o seu contrato do Money in the Bank em Reigns depois que este atacou Triple H, conquistando assim o título, terminando seu reinado em cinco minutos. Sheamus, em seguida, manteve título contra Reigns em uma luta Tables, Ladders, and Chairs no evento homônimo, depois de ter sido ajudado por seus companheiros da League of Nations. Depois do combate, Reigns atacou todos os membros do grupo, bem como Triple H, que foi verificar o estado de Sheamus. Na noite, seguinte, no Raw de 14 de dezembro, Mr. McMahon garantiu a Reigns outra luta pelo título de Sheamus, mas com a condição de se ele perdesse, seria demitido. Reigns, entretanto, conseguiu vencer Sheamus e capturar o WWE World Heavyweight Championship.  No Raw de 4 de janeiro de 2016, Reigns manteve o seu título contra Sheamus com McMahon como árbitro especial. Reigns foi então programado para defender seu título no Royal Rumble na luta homônima. Reigns entrou em primeiro e eliminou cinco lutadores, ficando grande parte fora da luta após ser atacado pela League of Nations, e foi eliminado pelo eventual vencedor, Triple H.

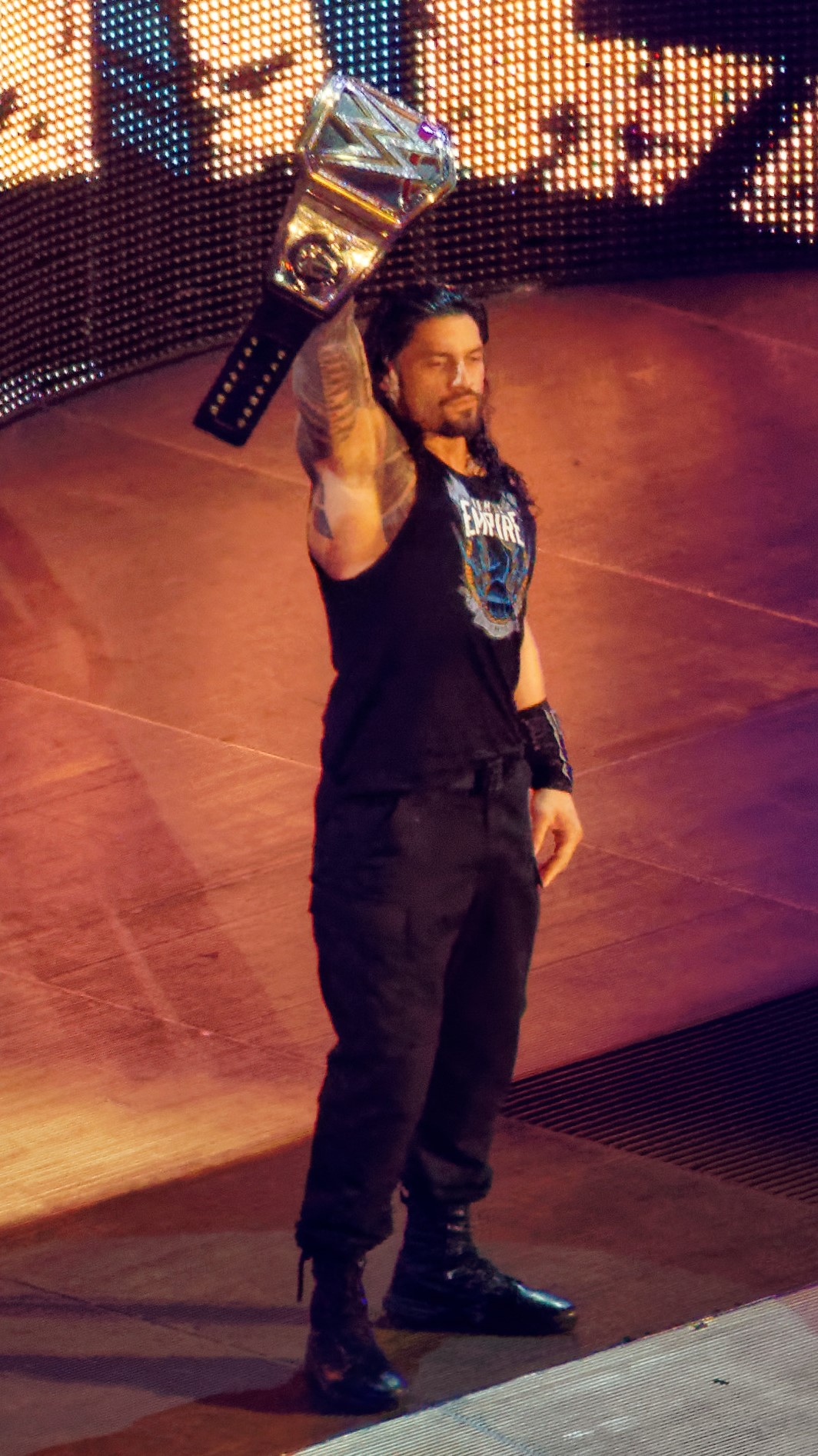
Reigns como campeão mundial dos pesos-pesados da WWE em abril de 2016

No Raw da noite seguinte, Stephanie McMahon marcou uma luta triple threat entre Reigns, Dean Ambrose e Brock Lesnar no Fastlane, onde o vencedor ganharia o direito de enfrentar Triple H no WrestleMania 32 pelo título mundial. No evento, Reigns venceu ao fazer o pin em Ambrose, se estabelecendo assim como adversário de Triple H. No WrestleMania, ele derrotou Triple H e conquistou o WWE World Heavyweight Championship pela terceira vez.
Reigns fez sua primeira defesa no Payback, onde enfrentou AJ Styles. Ele perdeu por contagem depois de não conseguir retornar ao ringue. No entanto, Shane McMahon reiniciou a luta como um combate sem contagem. Desta vez, Reigns foi desqualificado por acertar um golpe baixo em Styles. Stephanie McMahon novamente reiniciou o confronto como uma luta sem desqualificações, e desta vez, ele conseguiu vencer. Depois do combate, foi anunciado que Reigns e Styles lutariam novamente pelo título em uma luta Extreme Rules no evento homônimo. Mesmo com as interferências de Karl Anderson e Luke Gallows, ele novamente conseguiu manter o título. Após o combate, Reigns foi atacado por Seth Rollins. Na noite seguinte, no Raw, Shane McMahon concedeu a Rollins um combate pelo título contra Reigns no Money in the Bank.
No evento, Reigns perdeu o título para Rollins. No entanto, Dean Ambrose, que havia vencido a luta Money in the Bank mais cedo naquela noite, descontou o contrato contra ele, derrotando Rollins e conquistando Campeonato Mundial dos Pesos-Pesados. No Raw de 20 de junho, Reigns e Rollins se enfrentaram novamente para determinar quem enfrentaria Ambrose pelo título no Battleground. Após a luta acabar em dupla contagem, Shane McMahon anunciou que os dois disputariam o título no evento. Um dia depois Anoa'i foi suspenso por 30 dias por violar a política de bem-estar da WWE. Durante o Draft realizado em 19 de julho, ele foi transferido para o programa Raw. No Battleground, Ambrose mais uma vez conseguiu manter o título depois de realizar o pin em Reigns.

#### Raw e disputa por títulos (2016–2018)
No primeiro Raw após a divisão dos planteis, Stephanie McMahon e o gerente geral Mick Foley anunciaram a criação de um novo título mundial exclusivo para o programa, o WWE Universal Championship, com o primeiro campeão sendo determinado no SummerSlam. McMahon e Foley anunciaram que o vencedor de um classificatório naquela noite enfrentaria Seth Rollins pelo título no evento. Reigns primeiramente derrotou Chris Jericho, Sami Zayn e Sheamus em uma luta Fatal 4-way, antes de ser derrotado pelo estreante Finn Bálor no final do show.

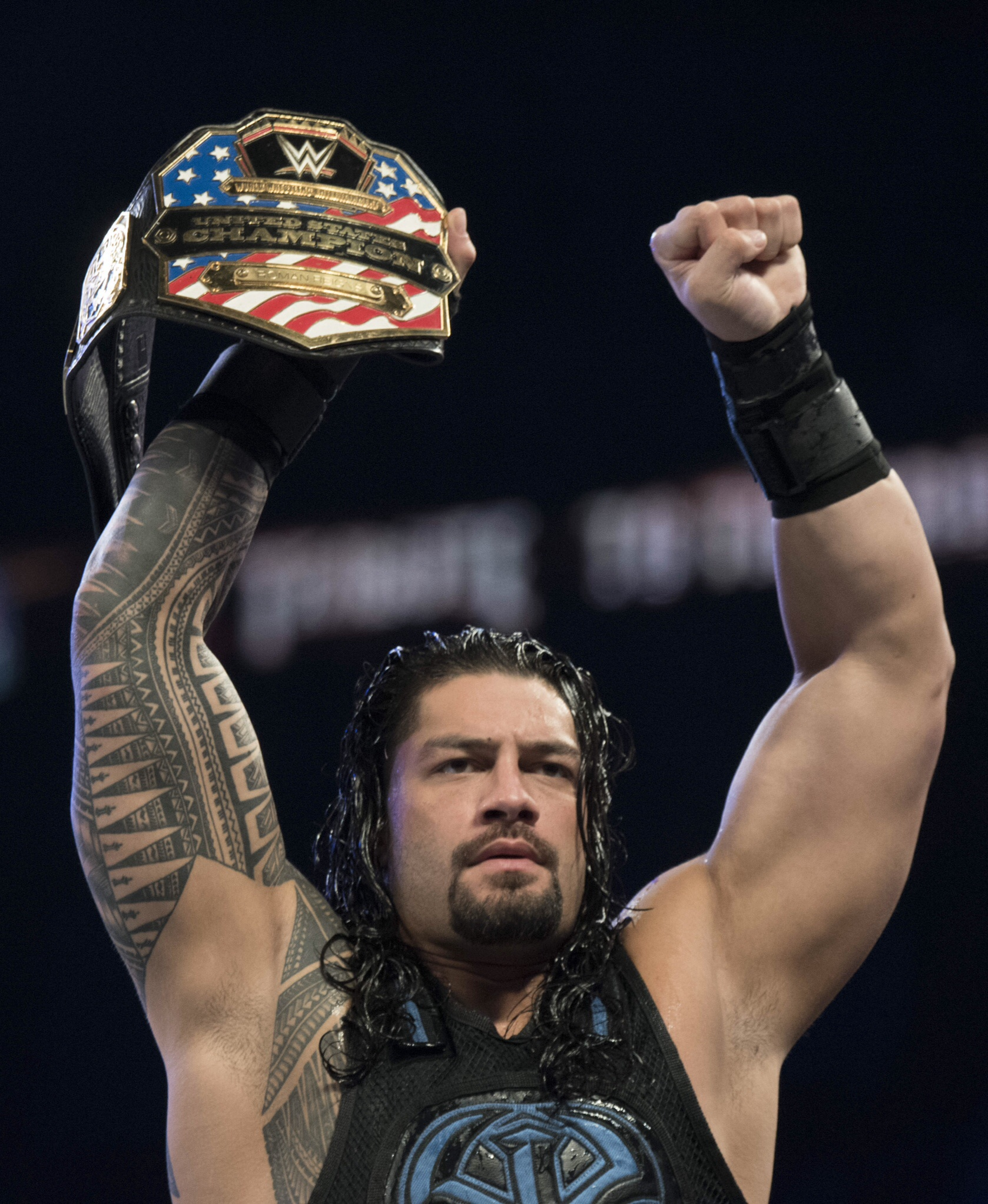
Reigns como campeão dos Estados Unidos em dezembro de 2016

Após isso, Reigns começou uma rivalidade com Rusev. No Raw de 1 de agosto, após este último derrotar Mark Henry pelo Campeonato dos Estados Unidos, Reigns saiu para confrontá-lo. Na semana seguinte, ele interrompeu a festa de casamento de Rusev e Lana, lançando um um desafio para Rusev pelo cinturão. Rusev recusou, mas Mick Foley marcou uma luta pelo Campeonato dos Estados Unidos entre Reigns e Rusev para o SummerSlam. Reigns chegou a derrotar Rusev em uma luta sem o título em jogo no Raw de 15 de agosto.
No evento, Reigns atacou Rusev antes do combate começar, de modo que eles tiveram que ser separados. Um dia depois, no Raw de 22 de agosto, Finn Bálor foi obrigado a abdicar o Universal Championship devido a uma lesão e como resultado um mini-torneio foi criado para coroar um novo campeão. Naquela noite, Reigns derrotou Chris Jericho para avançar a final contra Seth Rollins, Kevin Owens e Big Cass no Raw da semana seguinte. No combate pelo título, que foi uma luta Fatal 4-way de eliminação, Reigns foi eliminado após ser atacado pelo retornado Triple H, fazendo com que Rollins fizesse o pin nele. Na sequência, Triple H também atacou Rollins, de modo que Kevin Owens conquistou o Universal Championship. Depois de Rusev custar a Reigns outra chance pelo Universal Championship, os dois se enfrentaram novamente pelo título dos Estados Unidos no Clash of Champions, onde Reigns derrotou Rusev e conquistou o título americano no processo. Uma revanche entre os dois ocorreu no Hell in a Cell em uma luta de mesmo nome, onde mais uma vez Reigns saiu vencedor. No Survivor Series em novembro, ele fez parte do time do Raw junto com Owens, Chris Jericho, Braun Strowman e Rollins, perdendo para o time SmackDown (AJ Styles, Dean Ambrose, Shane McMahon, Randy Orton e Bray Wyatt), sendo o último eliminado da sua equipe.

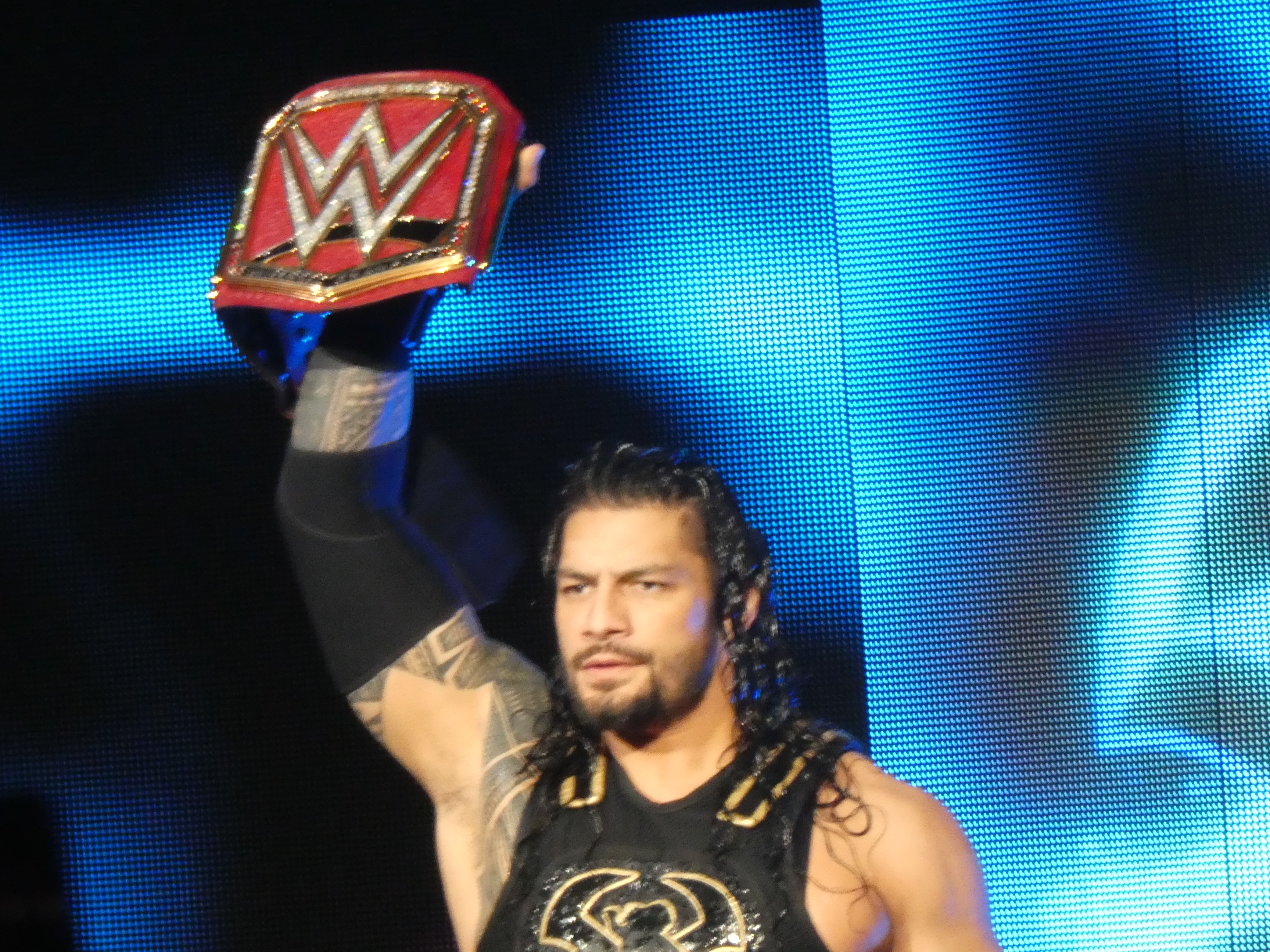
Reigns como campeão universal da WWE

No Raw de 28 de novembro, Reigns derrotou Kevin Owens e como resultado se tornou no desafiante ao Universal Championship. O combate aconteceu no Roadblock: End of the Line, onde ele perdeu por desqualificação depois de uma interferência de Chris Jericho.  No Raw da noite seguinte, Mick Foley marcou uma revanche entre Owens e Reigns pelo título no Royal Rumble, com Jericho suspenso acima do ringue dentro de uma jaula de tubarão. Antes disso, no Raw de 9 de janeiro de 2017 Reigns perdeu o Campeonato dos Estados Unidos para Jericho em uma luta 2-contra-1 também envolvendo Owens. Posteriormente o combate no pay-per-view foi transformado em uma luta sem desqualificações. No Royal Rumble, Reigns perdeu o combate após ser atacado por Braun Strowman. Mais tarde, durante a luta Royal Rumble, entrou em 30º e eliminou três lutadores, entre eles The Undertaker, sendo o último eliminado pelo eventual vencedor Randy Orton. No Fastlane, Reigns derrotou Strowman. No Raw de 6 de março, Strowman o desafiou mais uma vez, mas vez foi The Undertaker quem apareceu, atacando Strowman até ele deixar o ringue. Reigns então apareceu para confrontar Undertaker. Após ele afirmar que era o dono do ringue da WWE, os dois olharam para o símbolo do WrestleMania, antes de Undertaker aplicar um Chokeslam em Reigns. Uma luta entre os dois no WrestleMania 33 foi confirmada na semana seguinte. No evento, Reigns derrotou Undertaker. Em 19 de agosto de 2018, no Summerslam, Reigns derrotou Brock Lesnar para conquistar o WWE Universal Championship.
A revanche de Brock Lesnar pelo Universal Championship estaria prevista para acontecer no evento Crown Jewel, em 2 de novembro de 2018. Além de Lesnar, Reigns teria que enfrentar Braun Strowman, em uma luta Triple Threat. Entretanto, em 22 de outubro, Reigns renunciou ao título e revelou que iria se afastar dos shows da WWE para fazer o tratamento de sua leucemia que havia retornado após esta estar em remissão durante 11 anos. Reigns foi diagnosticado pela primeira vez em maio de 2007, quando foi contratado para a equipe de futebol americano do Minnesota Vikings.

#### Retorno após o tratamento (2019-2020)

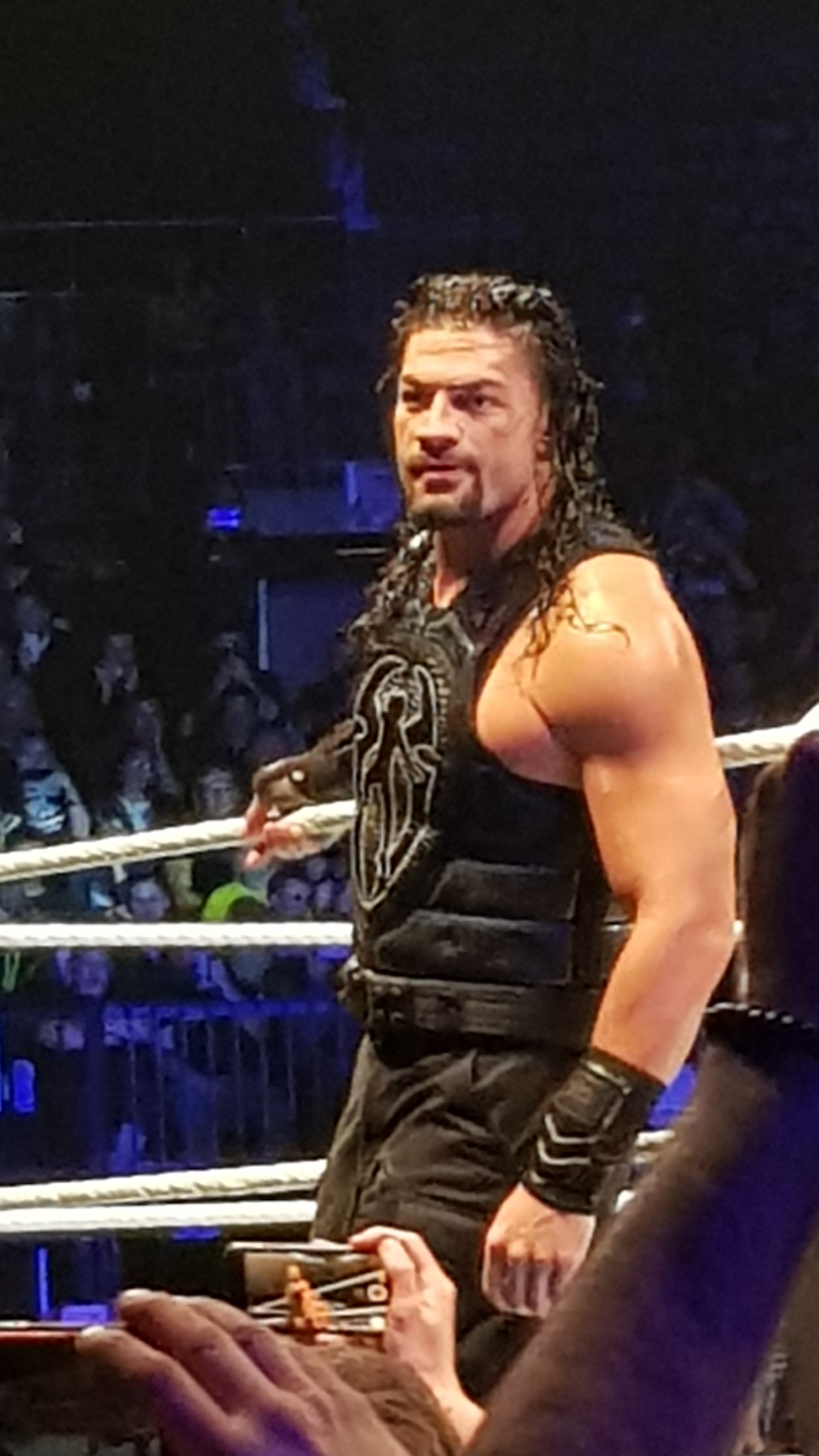
Reigns em maio de 2019

Depois de 4 meses afastado para se tratar da leucemia, Roman Reigns fez seu retorno no Raw de 25 de fevereiro de 2019, revelando que sua leucemia estava mais uma vez em remissão, para a imensa vibração do público presente. Mais tarde no show, Reigns se juntou a Seth Rollins para ajudar Dean Ambrose, que estava sofrendo um ataque de Drew McIntyre, Bobby Lashley, Elias e Baron Corbin. No Raw da semana seguinte, foi a vez de Ambrose ajudar Reigns e Rollins em outro ataque vindo dos citados acima. O antigo The Shield se reuniu em mais uma oportunidade para fazer seu icônico Triple Powerbomb. Os membros da The Shield fizeram sua última luta juntos no Fastlane do dia 10 de março, no qual o trio derrotou McIntyre, Lashley, Elias e Corbin. A próxima grande luta de Roman Reigns aconteceu na WrestleMania 35, onde derrotou McIntyre num combate individual.
Durante o WWE Superstar Shake-up 2019, Reigns foi draftado para o SmackDown. No episódio de 16 de abril, Roman fez sua estreia na brand azul. Logo de cara, Reigns atacou Elias e Vince MacMahon enquanto ambos conversavam. Elias desafiou Roman para uma luta no Money in the Bank, combate no qual Reigns saiu vitorioso. Logo após isso, Roman foi confrontado por Shane MacMahon, que queria vingar o ataque ao seu pai. Os dois entraram numa rivalidade que culminou num combate entre ambos no Super ShowDow, em 7 de junho. Roman acabou sendo derrotado por Shane por conta de uma interferência de Drew McIntyre. Três semanas depois, Reigns derrotou McIntyre no payperview Stomping Grounds, apesar de ser atrapalhado por Shane. Na noite seguinte, Reigns apareceu no Raw, onde sofreu um ataque de Shane McMahon e McIntyre. Durante o ataque, Roman foi ajudado por The Undertaker, com quem fez parceria para derrotar McMahon e McIntyre num combate de duplas No Holds Barred no Extreme Rules.
No episódio de 30 de julho do SmackDown, uma pessoa que não foi identificada derrubou equipamentos de iluminação sobre Reigns.  Na semana seguinte, Reigns foi novamente alvo da pessoa desconhecida, onde Roman sofreu um atropelamento. Nas semanas posteriores, Reigns fez investigações no backstage para descobrir o seu agressor. Entre suspeitos como Samoa Joe, Buddy Murphy e Daniel Bryan, o parceiro de Bryan, Erick Rowan, confessou ser a pessoa que atacou Reigns. Um combate No Desqualification entre Reigns e Rowan foi marcada para o Clash of Champions do dia 15 de setembro. Reigns acabou sendo derrotado por Rowan após ser pego desprevenido por um golpe vindo de Luke Harper. Posteriormente, Reigns também foi derrotado por Harper num Lumberjack match no Aniversário de 20 anos do SmackDown. Roman Reigns teve sua revanche final contra Rowan e Harper no Hell in a Cell de 6 de outubro, onde os venceu ao lado de Daniel Bryen numa luta de duplas tornado.
No mês de novembro, Reigns ingressou numa rivalidade com o "King" Baron Corbin e seus aliados Dolph Ziggler e Robert Roode. Reigns acabou sendo nomeado capitão da equipe SmackDown para o combate de equipes do Survivor Series. Roman e seus quatro companheiros derrotaram a equipe Raw e a equipe NXT num combate de eliminação tag team cinco contra cinco. Durante a luta, Baron Corbin fez o próprio companheiro, Mustafa Ali, ser eliminado, o que irritou o capitão Reigns. Roman, furioso, aplicou um Spear em Corbin, que acabou sendo eliminado logo depois. Toda essa situação acabou resultando num combate entre Reigns e Corbin de mesas, escadas e cadeiras, no TLC de 15 de dezembro. Reigns perdeu a luta após interferência de Ziggler e The Revival (Dash Wilder e Scott Dawson). No Royal Rumble, em 26 de janeiro de 2020, Reigns derrotou Corbin numa revanche, em uma combate Falls Count Anywhere. Roman teve a ajuda de seus primos, os The Usos (Jimmy e Jey). Mais tarde naquela noite, Roman ainda participou da Royal Rumble Match, mas acabou sendo o último competidor a ser eliminado pelo eventual vencedor Drew McIntyre. No mês seguinte, durante o Super ShowDown do dia 27 de fevereiro, Roman Reigns novamente derrotou Baron Corbin em uma luta na jaula de aço, dando um ponto final nessa rivalidade.
No SmackDown da noite seguinte, Reigns desafiou Bill Goldberg para uma luta valendo o WWE Universal Championship, e o combate acabou sendo marcado para ocorrer na WrestleMania 36. No entanto, no dia 3 de abril, foi anunciado que Braun Strowman substituiria Reigns no evento, já que ele estava se precavendo de toda situação envolvendo a pandemia de COVID-19, pois o mesmo se enquadrava no grupo de risco devido a sua leucemia. Roman Reigns continuou ausente da programação da WWE no decorrer da pandemia, Em entrevista ao Hindustan Times, Roman falou: "Na minha visão, eu só tinha que fazer uma escolha para a minha família. A empresa (WWE) fez tudo o que pode para tornar o ambiente de trabalho o mais seguro possível. Não é com o local de trabalho que eu estava necessariamente preocupado. A decisão foi tomada, principalmente, porque cada lutador viaja muito, e todos nós somos um grupo factível a passar por aglomerações. Não estou convencido, e não posso me dar ao luxo de me expor enquanto todos estão levando isso tão a sério e se prevenindo ao ficar em casa. Confio minha vida aos meus colegas de trabalho toda vez que entro  no ringue, mas não posso ter a mesma confiança quando meus filhos, minha esposa e família podem ser atingidos em meio toda essa situação."

#### Chefe da Tribo (2020–presente)

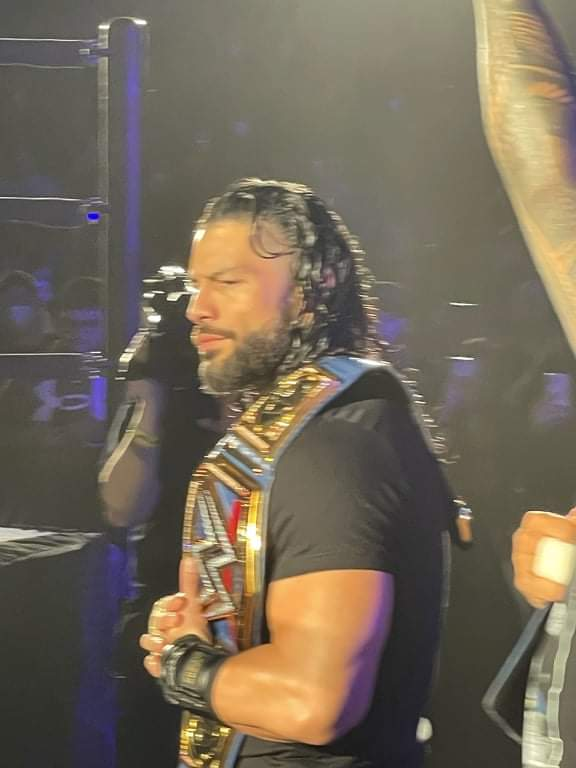
Desde o seu retorno em agosto de 2020, Reigns conquistou o Campeonato Universal, tornando-se o detentor do título por mais tempo na história do campeonato e o campeão por mais tempo na história da empresa desde 1988.

Reigns voltou no SummerSlam em 23 de agosto, atacando o novo Campeão Universal "The Fiend" Bray Wyatt e Braun Strowman após sua luta pelo título. No SmackDown seguinte, Reigns se aliou a seu novo empresário, Paul Heyman, tornando-se heel pela primeira vez desde 2014. No Payback em 30 de agosto, Reigns derrotou o atual campeão The Fiend e Strowman em uma luta No Holds Barred de trios para ganhar o Campeonato Universal pela segunda vez.
Reigns então começou uma rivalidade com seu primo Jey Uso. Em sua primeira defesa do campeonato no Clash of Champions em 27 de setembro, Reigns reteve o título contra Jey Uso por nocaute técnico, depois que Reigns derrotou Jey violentamente, e Jimmy Uso jogou a toalha. Depois disso, Reigns concedeu a Jey uma revanche no evento Hell in a Cell, e a luta foi posteriormente confirmada como uma luta Hell in a Cell, com a estipulação adicional de ser uma luta "Eu Desisto". No meio da rivalidade com Jey, Reigns defendeu com sucesso seu título contra Strowman no episódio de 16 de outubro do SmackDown. No Hell in a Cell em 25 de outubro, Reigns fez Jey desistir após atacar o ferido Jimmy, mantendo assim seu título. Devido à perda, Jey foi ordenado a seguir os comandos de Reigns e chamá-lo de "O Chefe da Tribo", transformando-o em um vilão.
No Survivor Series em 22 de novembro, Reigns derrotou o Campeão da WWE do Raw, Drew McIntyre, em uma luta Campeão vs. Campeão. antes de começar uma rivalidade com Kevin Owens, após Reigns acreditar que Owens estava desrespeitando sua família. Reigns defendeu com sucesso o título contra Owens em uma luta TLC no TLC: Tables, Ladders & Chairs em 20 de dezembro, em uma luta na jaula de aço no episódio de 25 de dezembro do SmackDown, e em uma luta Último Homem de Pé no Royal Rumble em 31 de janeiro de 2021, respectivamente. Reigns então manteve seu título contra Daniel Bryan no Elimination Chamber em 21 de fevereiro e no Fastlane em 21 de março. Nessa época, Reigns também rivalizaria com Edge, que havia vencido a luta Royal Rumble. No evento principal da segunda noite da WrestleMania 37 em 11 de abril, Reigns derrotou Bryan e Edge em uma luta de trios para reter o Campeonato Universal após a ajuda de Jey. No episódio de 30 de abril do SmackDown, Reigns derrotou Bryan em uma luta de campeonato contra carreira, que resultou em Bryan sendo forçado a deixar o SmackDown.
O próximo desafiante de Reigns pelo título foi Cesaro, a quem Reigns derrotou na WrestleMania Backlash em 16 de maio. Posteriormente, Reigns iniciou uma rivalidade com Rey Mysterio, depois que Reigns brutalizou o filho de Mysterio, Dominik. Os dois se enfrentaram pelo campeonato em uma luta Hell in a Cell no episódio de 18 de junho do SmackDown, com Reigns emergindo como o vencedor. No episódio de 25 de junho do SmackDown, enquanto abordava sua vitória sobre Mysterio, Reigns foi atacado pelo retorno de Edge, levando a uma luta pelo título entre os dois no Money in the Bank em 18 de julho, onde Reigns reteve com a ajuda de Seth Rollins. Após a luta, Reigns foi confrontado pelo retorno de John Cena. Nas semanas seguintes, Cena desafiou Reigns por uma luta pelo título no SummerSlam, e depois de inicialmente rejeitar o desafio de Cena, uma luta foi oficializada para os dois no evento. No evento de 21 de agosto, Reigns derrotou Cena para reter o título. Imediatamente após a luta, Reigns seria confrontado pelo retorno de Brock Lesnar. Depois disso, Reigns começou uma rivalidade com Finn Bálor, defendendo com sucesso seu título contra ele no episódio de 3 de setembro do SmackDown, e em uma luta Extreme Rules no Extreme Rules em 26 de setembro com Bálor em sua persona Demon. Em 21 de outubro, no Crown Jewel, Reigns defendeu com sucesso seu título contra Brock Lesnar, novamente com a ajuda dos Usos. Em 8 de novembro, foi anunciado que Reigns enfrentaria o Campeão da WWE Big E no Survivor Series em uma luta Campeão vs. Campeão, com Reigns saindo vitorioso no evento em 21 de novembro.
No episódio de 3 de dezembro do SmackDown, Reigns defendeu com sucesso seu título contra Sami Zayn depois que Lesnar atacou Zayn. No episódio de 17 de dezembro do SmackDown, Reigns demitiu Heyman como seu empresário devido à associação anterior de Heyman com Lesnar. Reigns estava programado para defender seu título contra Lesnar no evento Day 1 em 1º de janeiro de 2022, mas a partida foi cancelada porque Reigns testou positivo para COVID-19. Em 16 de janeiro, Reigns ultrapassou o reinado de 503 dias de Lesnar para se tornar o Campeão Universal com o reinado mais longo, por sua vez, tendo o sexto reinado de campeonato mundial mais longo na história da empresa. Em 29 de janeiro no evento Royal Rumble, Reigns defendeu o campeonato contra Seth "Freakin" Rollins, perdendo a partida por desqualificação; no entanto, os campeonatos não podem mudar de mãos por desqualificação, portanto Reigns reteve o título. Mais tarde naquela mesma noite, ele interferiu na luta pelo Campeonato da WWE entre Lesnar e Bobby Lashley, reunindo-se com Heyman para causar a vitória frustrante de Lashley para reconquistar o campeonato. Durante a mesma noite, Lesnar venceria o Royal Rumble e eventualmente desafiaria Reigns para uma luta no evento principal da WrestleMania 38, marcando a terceira vez que Reigns enfrentaria Lesnar no evento principal da WrestleMania.
No episódio de 4 de fevereiro do SmackDown, Goldberg faria seu retorno para desafiar Reigns para uma luta no Elimination Chamber pelo título, uma luta dois anos depois de sua luta na WrestleMania 36 ter sido cancelada devido a um hiato de Reigns. No evento de 19 de fevereiro, Reigns derrotou Goldberg por finalização técnica para reter o título. Na segunda noite da WrestleMania 38 em 3 de abril, ele derrotou Brock Lesnar para ganhar o Campeonato da WWE pela quarta vez e também se tornou o primeiro superstar a deter o Campeonato da WWE e o Campeonato Universal da WWE simultaneamente e ser reconhecido como o Campeão Indiscutível Universal da WWE. Foi relatado que o evento principal da WrestleMania foi interrompido devido a uma lesão no braço de Reigns. No WrestleMania Backlash em 8 de maio, Reigns e The Usos derrotaram RK-Bro (Randy Orton e Riddle) e McIntyre em uma luta de duplas de seis homens.
No episódio de 17 de junho do SmackDown, Reigns defendeu com sucesso o Campeonato Indiscutível Universal da WWE contra Riddle, mas após a luta, ele foi atacado pelo retorno de Brock Lesnar para renovar sua rivalidade e marcar uma luta Último Homem de Pé no SummerSlam em 30 de julho, no qual Reigns venceu, encerrando sua rivalidade de 7 anos. No Clash at the Castle em 3 de setembro, Reigns reteve com sucesso os títulos contra Drew McIntyre após a interferência do estreante Solo Sikoa. No Crown Jewel em 5 de novembro, Reigns reteve com sucesso os títulos contra Logan Paul. Três semanas depois, no Survivor Series WarGames em 26 de novembro, Reigns, junto com The Bloodline, derrotou Drew McIntyre, Kevin Owens e The Brawling Brutes (Sheamus, Ridge Holland e Butch) em uma luta WarGames.
Em 18 de janeiro de 2023, seu reinado no Campeonato Universal atingiu 871 dias, quebrando o reinado de Gunther pelo Campeonato do NXT UK de 870 dias, dando a ele o reinado mais longo de qualquer campeonato da WWE desde 1988. No Royal Rumble em 28 de janeiro, Reigns defendeu com sucesso os títulos contra Kevin Owens pela quarta vez. Após a luta, Sami Zayn atacaria The Bloodline, atacando Reigns com uma cadeira. Cody Rhodes, que venceu o Royal Rumble de 2023, ganhou uma luta contra Reigns no evento principal da WrestleMania 39. No Elimination Chamber em 18 de fevereiro, Reigns reteve com sucesso os títulos contra Sami Zayn. Na Noite 2 da WrestleMania 39, Reigns entrou em seu sétimo evento principal da WrestleMania ao som de uma sinfonia de pianos. Durante a luta, os Usos tentaram intervir, porém, Rhodes foi resgatado por Zayn e Owens. Por fim, Reigns reteve com sucesso os títulos contra Rhodes após a interferência de Sikoa. Isso marcou a primeira vez que um campeão defendeu o mesmo campeonato em três WrestleManias consecutivas. No Night of Champions em 27 de maio, Reigns e Sikoa desafiaram sem sucesso Kevin Owens e Sami Zayn pelo Campeonato Indiscutível de Duplas da WWE. Durante a luta, os Usos interferiram e acidentalmente atacaram Sikoa enquanto apontavam para Zayn. A sequência subsequente de eventos culminou com Jimmy Uso atacando Reigns, e The Usos se afastando de The Bloodline. Em 24 de junho, Reigns alcançou 1.028 dias como Campeão Universal, ultrapassando o reinado de Pedro Morales de 1.027 dias com o Campeonato da WWE (na época conhecido como Campeonato dos Pesos Pesados da WWWF), dando a Reigns o quinto reinado mais longo do campeonato mundial na história da empresa. No Money in the Bank em 1º de julho, Reigns e Sikoa enfrentaram The Usos em uma luta de duplas "Bloodline Civil War", onde Reigns foi derrotado por Jey, marcando sua primeira derrota por pinfall desde dezembro de 2019.

## Vida pessoal
No início de 2005, enquanto estudava no Instituto de Tecnologia da Geórgia, Anoaʻi conheceu e começou a namorar Galina Becker. Eles se casaram em dezembro de 2014, e residem em Tampa, Flórida. Seu primeiro filho, uma filha, nasceu em dezembro de 2007 e apareceu com Anoaʻi em um PSA em junho de 2014. Eles tiveram filhos gêmeos em novembro de 2016, seguidos por outro par de filhos gêmeos em março de 2020.
Em um house show em 30 de dezembro de 2015, Anoaʻi teve seu nariz legitimamente quebrado durante sua partida contra Sheamus, e posteriormente foi submetido a uma cirurgia reconstrutiva nasal que alterou a aparência de seu nariz.

## Filmografia

### Filmes
| Ano  | Título                                | Papel                  | Notas |
| ---- | ------------------------------------- | ---------------------- | ----- |
| 2016 | Countdown                             | Ele mesmo              |       |
| 2017 | The Jetsons & WWE: Robo-WrestleMania! | Ele mesmo              | Voz   |
| 2019 | Fast & Furious Presents: Hobbs & Shaw | Mateo Hobbs            |       |
| 2020 | A Missy Errada                        | Tatted Meathead (Gary) |       |

### Televisão
| Ano  | Título           | Papel     | Notas                                                                       |
| ---- | ---------------- | --------- | --------------------------------------------------------------------------- |
| 2013 | Total Divas      | Ele mesmo | 1.º episódio                                                                |
| 2015 | WWE 24           | Ele mesmo | Documentário sobre Reigns, sua família e sua experiência na WrestleMania 31 |
| 2016 | Unfiltered       | Ele mesmo | Entrevista com Renee Young                                                  |
| 2016 | WWE 24           | Ele mesmo | Documentário sobre as experiências de vários artistas na WrestleMania 32    |
| 2019 | Cousins for Life | Rodney    | Episódio: "Adeus ao Arthur?"                                                |

## No wrestling

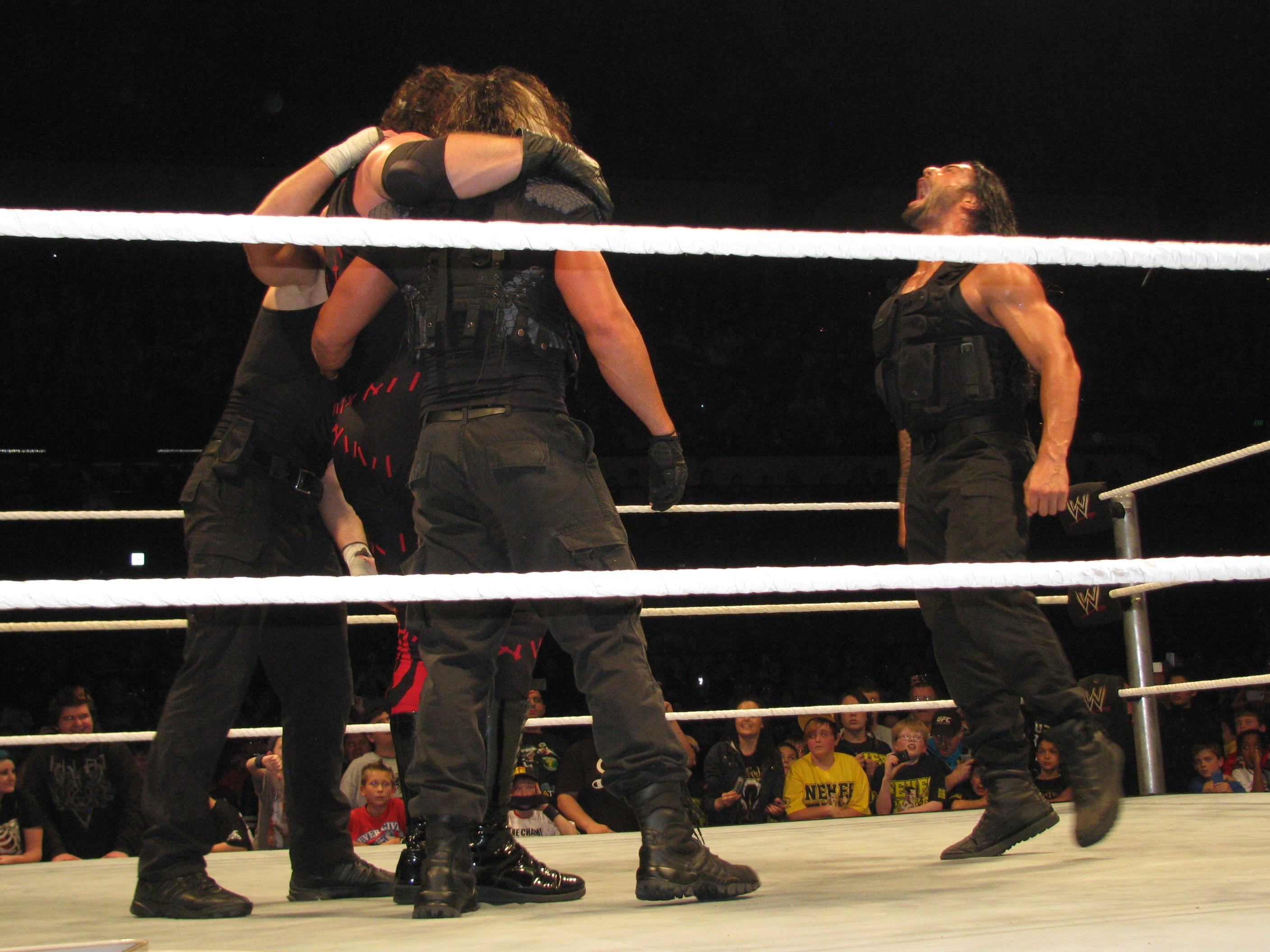
The Shield prepara um triple powerbomb.

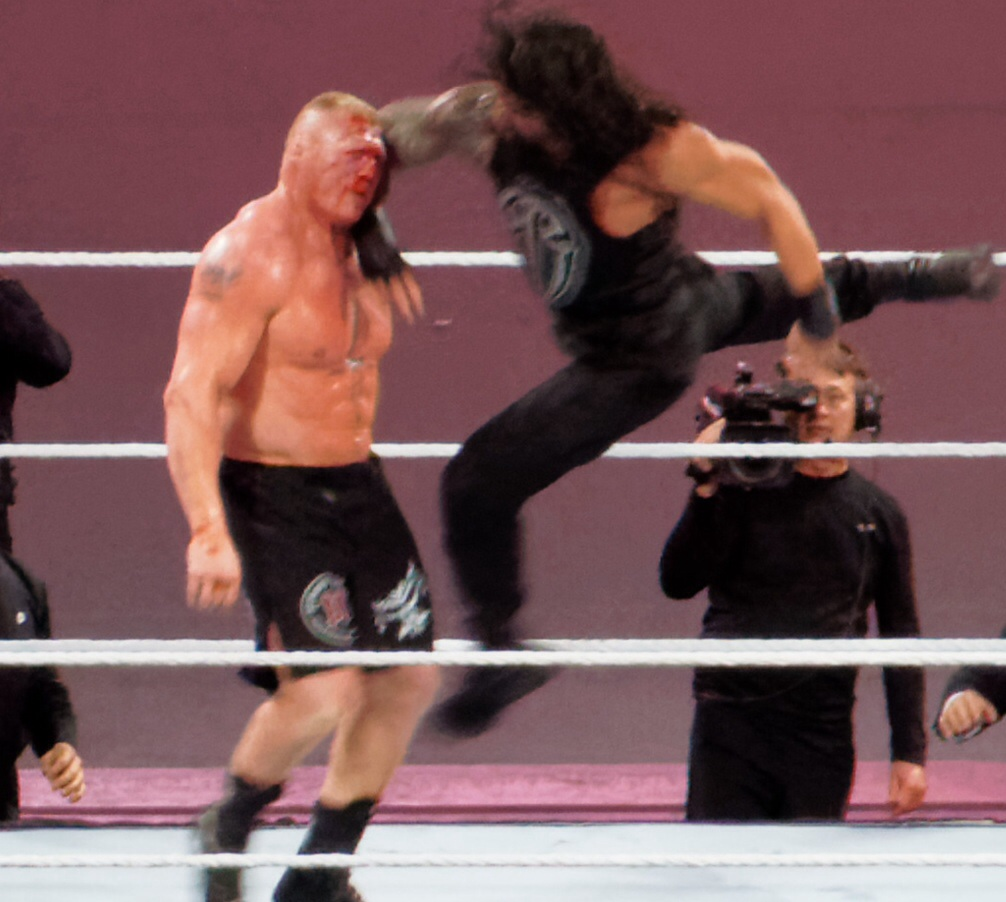
Reings aplicando um Superman Punch em Brock Lesnar.

- Movimentos de finalização
  - Como Roman Reigns
    - Moment of Silence[246] (NXT) Back suplex side slam[247][248][249][250] (WWE); usado como movimento secundário na WWE
    - Spear[251][252][253]
    - Checkmate (Spinning bulldog)[254][255]
- Movimentos secundários
  - Big Boot
  - Boston Crab
  - Corner clothesline[256][257][258][259]
  - Drive-By (Running front dropkick aplicado fora do ringue na cabeça do oponente em cima das cordas[249][251][252]
  - Float-Over DDT
  - Jumping High Knee
  - Leaping clothesline[251]
  - Leg Drop (Com o oponente entrando no ringue)
  - Niagara Bomb / Sitout Razor's Edge (Crucifix Sitout Powerbomb[260])
  - Powerbomb[260]
  - Pumphandle Suplex
  - Samoan drop[251] / Avalanche Samoa Drop
  - Sitout Powerbomb[260]
  - Spinebuster
  - Spinning Powerbomb[260]
  - Suicide Dive Over The Top Rope (Saltando por cima da ultima corda)
  - Suicide Dive (Torpedo Suicida entre as cordas)
  - Superman Punch com teatralidade[249][251][261][262]
  - Swing Neckbreaker
  - Tilt-a-whirl slam[263][264][265][266]
  - Teardrop Suplex[267]
- Como Leakee
  - Checkmate (Spinning bulldog)[254][255]
- Apelidos
  - "First Class" (NXT)[268]
  - "The Thoroughbred" (NXT)[269]
  - "The Muscle/Enforcer of The Shield[270][271]
  - "The Juggernaut"[272][273]
  - "The Powerhouse"[274]
  - "The Big Dog"[275]
  - "The Tribal Chief"[276]
- Temas de entrada
  - "Special Op" por Jim Johnston[277]  (usado enquanto parte do The Shield)
  - "The Truth Reigns" por Jim Johnston[278] (16 de junho de 2014-2021)
  - "Head Of The Table" por WWEMusic[279] (2021-presente)

## Títulos e prêmios
- Florida Championship Wrestling

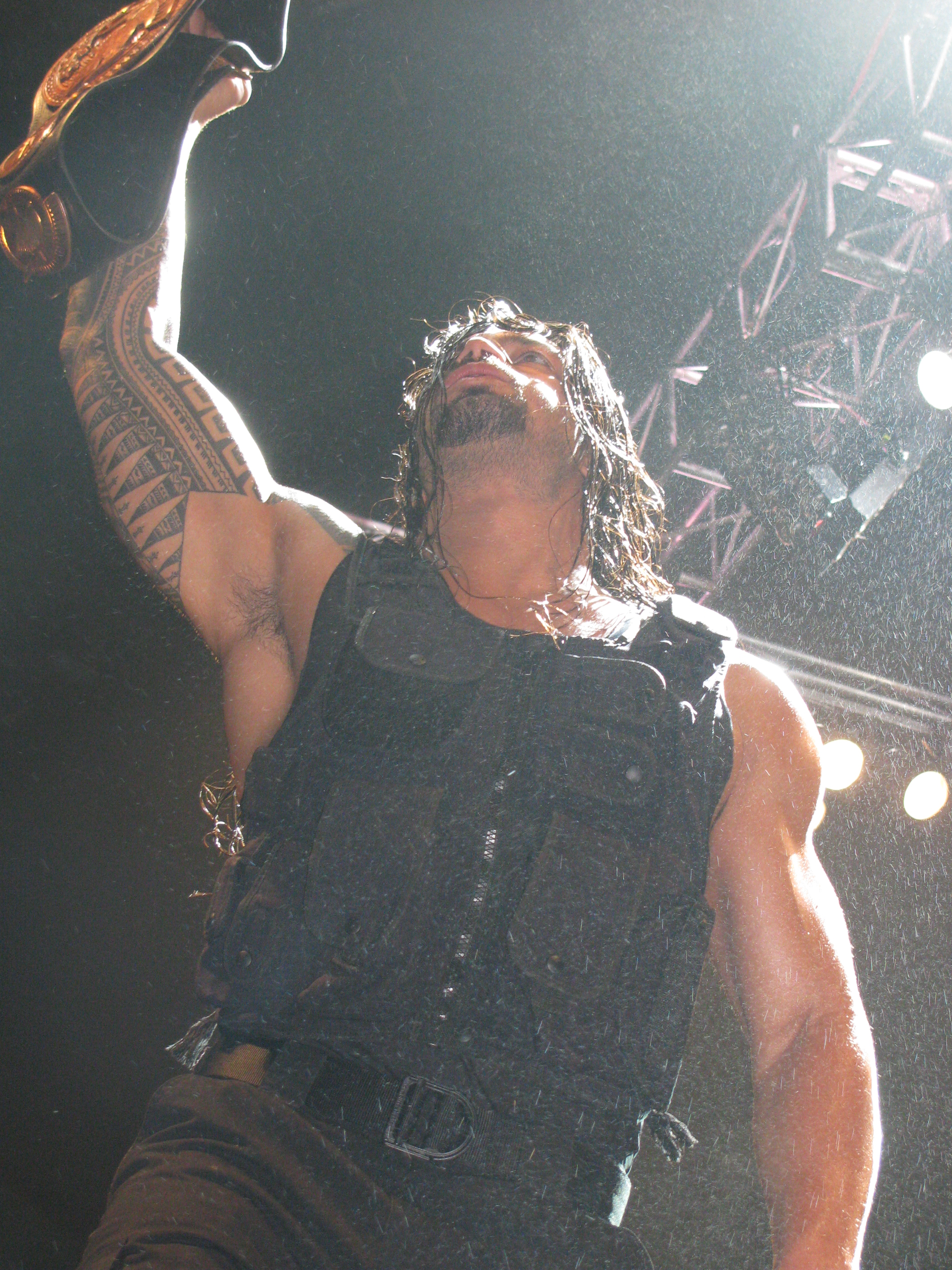
Reigns como campeão de duplas da WWE em 2013.

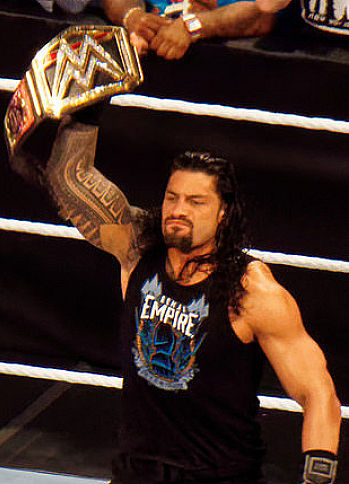
Reigns como campeão mundial dos pesos-pesados da WWE em 2016.

  - FCW Florida Tag Team Championship (1 vez) — com Mike Dalton
- WWE
  - WWE Universal Championship (2 vezes)
  - WWE World Heavyweight Championship (3 vezes)[280]
  - WWE Intercontinental Championship (1 vez)[281]
  - WWE United States Championship (1 vez)[135]
  - WWE Tag Team Championship (1 vez) – com Seth Rollins[282]
  - Royal Rumble (2015)[283]
  - Slammy Awards (7 vezes)
    - Revelação do Ano (2013) – com Dean Ambrose e Seth Rollins como The Shield
    - Facção do ano (2013, 2014) – com Dean Ambrose e Seth Rollins como The Shield[284]
    - Trending Now (Hashtag) do ano (2013) – #BelieveInTheShield – com Dean Ambrose e Seth Rollins como The Shield
    - Manobra do ano (2013) – Spear
    - Superstar do Ano (2014)[85]
    - Momento Extremo do Ano (2015) – ataque a Sheamus, Alberto Del Rio, Rusev e Triple H com cadeiras no TLC: Tables, Ladders & Chairs

  - 28.º vencedor da Tríplice Coroa[285]
  - 17.º vencedor do Grand Slam (9.º no formato atual)[285]
  - Year End Awards (2 vezes)
    - Melhor Reencontro (2018) - com Dean Ambrose e Seth Rollings como The Shield[286]
    - Rivalidade mais Intensa (2018) – vs. Brock Lesnar[286]
    - Pro Wrestling Illustrated
      - PWI Dupla no ano (2013) - com Seth Rollins
      - PWI 1º posição dos 500 melhores lutadores individuais em 2016[287]
      - PWI Lutador Inspiração do Ano (2018,2019)[288][289]
      - PWI Retorno do Ano (2019)[289]
      - Wrestling Observer Newsletter
        - Melhor melhora (2013)[290]
        - Dupla do Ano (2013) – com Seth Rollins[290]